# Ільята
Ілья́та (рос. Ильята) — присілок у складі Ачитського міського округу Свердловської області.
Населення — 40 осіб (2010, 57 у 2002).
Національний склад станом на 2002 рік: марійці — 68 %, росіяни — 30 %.